# John Harold Lozano
John Harold Lozano Prado, född 30 mars 1972, är en colombiansk före detta professionell fotbollsspelare som spelade som defensiv mittfältare för fotbollsklubbarna América de Cali, Palmeiras, América, Real Valladolid, Mallorca och Pachuca mellan 1991 och 2004. Han spelade också 48 landslagsmatcher för det colombianska fotbollslandslaget mellan 1993 och 2003.
Lozano vann Categoría Primera A en gång med América de Cali (1992) och 2003 års Torneo Apertura för Liga MX med Pachuca.